# Neues Schloss (Bad Lobenstein)

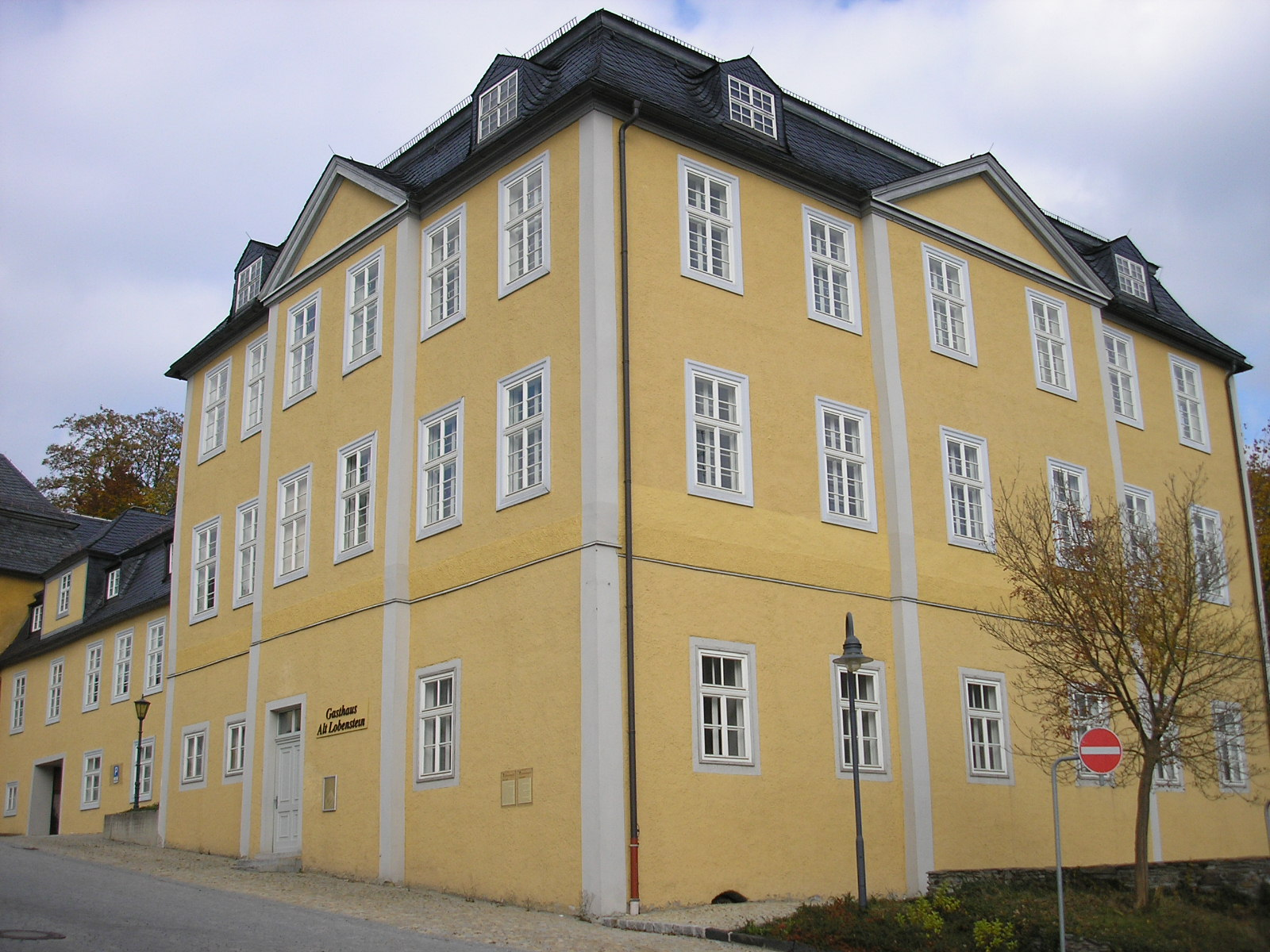
Ansicht vom Leonberger Platz, Ostflügel, links daneben der Verbindungsbau zum Westflügel

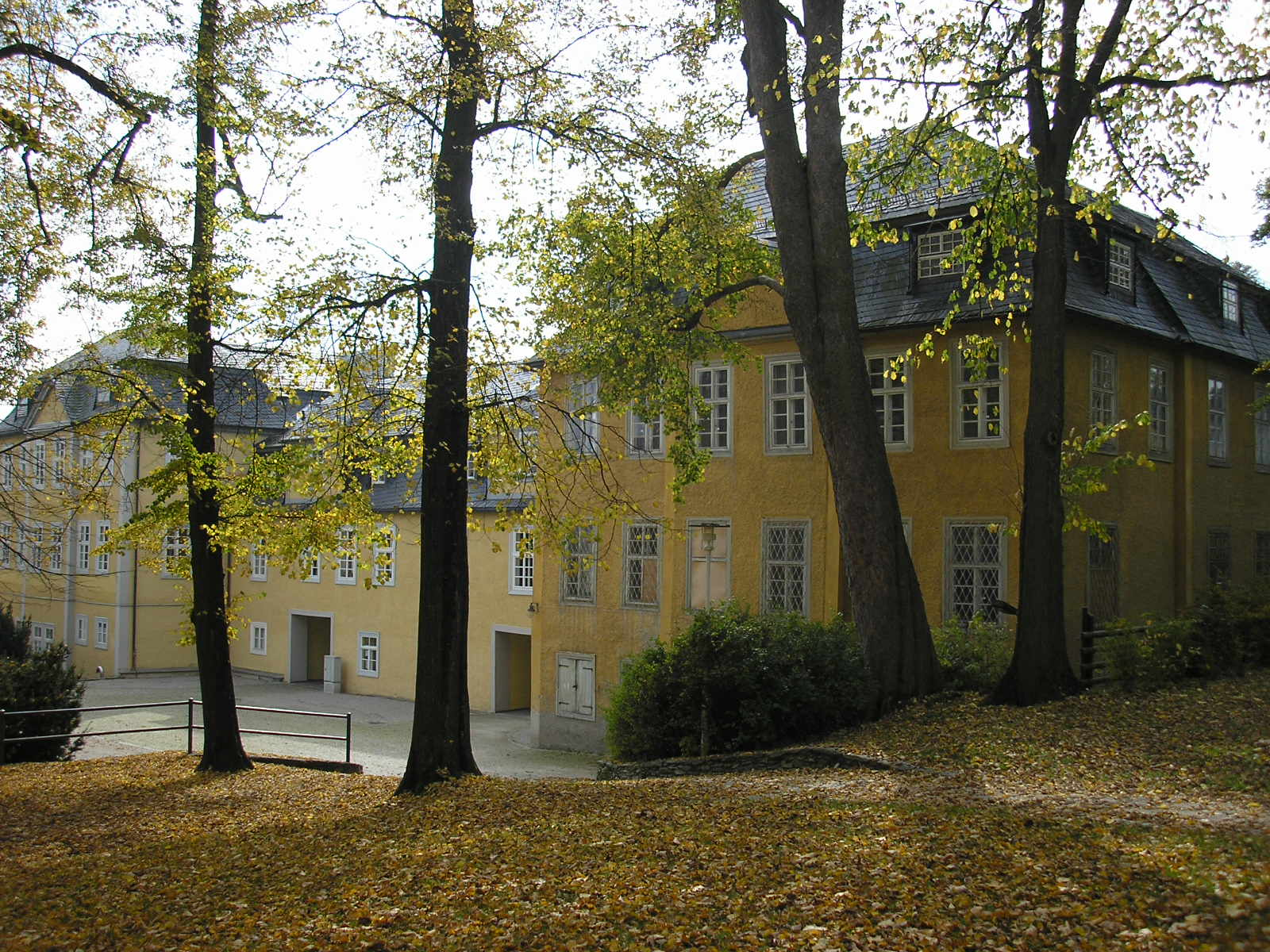
Gartenseite

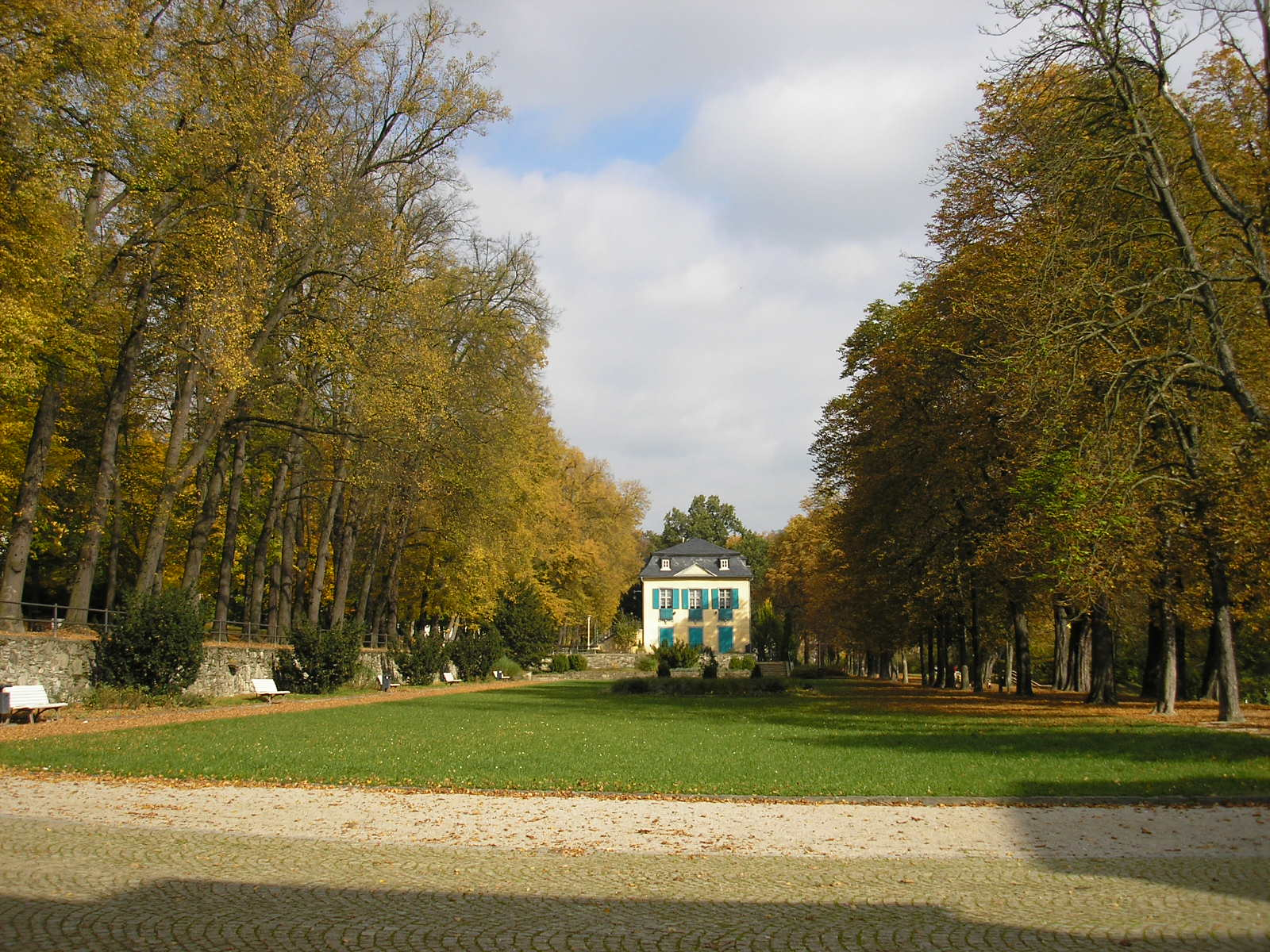
Der Schlosspark mit Pavillon

Das Neue Schloss ist eine Schlossanlage mit Park in der südostthüringischen Stadt Bad Lobenstein.
Das Schloss befindet sich am Nordrand der Altstadt am Leonberger Platz. Es wird heute als Museum genutzt und zeigt eine Sammlung mit Schwerpunkt auf Reußischer Regional- und Münzgeschichte sowie Wechselausstellungen. Der Park ist frei zugänglich und dient als innerstädtische Grünfläche hinter dem Schloss.

## Geschichte
Im Lobensteiner Stadtzentrum stand zunächst das Alte Schloss von 1601, welches bei einem Brand im Jahr 1714 stark beschädigt wurde. Die verbliebenen Gebäudeteile wurden fortan als Mälzerei genutzt, während die seit 1647 in Lobenstein residierenden Fürsten zu Reuß-Lobenstein ein neues Schloss errichten ließen. Es entstand zwischen 1714 und 1718 unter Heinrich XV. von Reuß-Lobenstein (1674–1739) das Neue Schloss im barocken Stil außerhalb der Stadtmauern. Bis 1824 war es Residenz, danach starb die Lobensteiner Linie der Reußen aus, womit ihr Territorium an Reuß-Ebersdorf fiel. Diese Fürsten nannten sich fortan von Reuß-Lobenstein-Ebersdorf. Bei den Stadtbränden in den Jahren 1732, 1800 und 1862 wurde das Neue Schloss beschädigt und jeweils leicht verändert wiederaufgebaut. Von 1996 bis 1997 wurden Schloss, Park und Nebengebäude saniert. Der Westflügel wird seit 2008 umfassend saniert.

## Anlagen
Das Schloss besteht aus zwei Bauten mit quadratischem Grundriss (Ost- und Westflügel), die durch einen niedrigeren Mittelbau verbunden sind. In diesem Verbindungsbau befindet sich ein Durchgang, der mit dem Pavillon im Park eine Sichtachse bildet. Der Schlosspark (auch als Herrengarten bezeichnet) erstreckt sich hinter dem Schloss über etwa 250 Meter Länge und 100 Meter Breite. Die Mittelachse ist eine durch den Pavillon unterbrochene Wiese, die zu beiden Seiten von Baumalleen mit Spazierwegen flankiert ist. Die ursprünglich französisch-barocke Gartenanlage entwickelte sich durch fortschreitendes Wachstum der Bäume bis zur Mitte des 19. Jahrhunderts zunehmend zum Englischen Landschaftspark.
Der Pavillon im Schlosspark ist ein quadratischer, zweigeschossiger, spätbarocker Bau, dessen Blickfang die auffälligen Fensterläden bilden. Zum Schloss gehört im weiteren Sinne auch die Alte Wache auf der anderen Seite des Leonberger Platzes. Sie war einst Wachposten des fürstlichen Militärs und ist ein kleiner, klassizistischer Bau, der der Alten Wache in Greiz äußerst ähnlich ist. Auch die Wagenremise der Fürstenfamilie befindet sich gegenüber dem Schloss. Dieser schlichte, spätbarocke Bau dient heute als Touristeninformation der Stadt Bad Lobenstein.

## Literatur

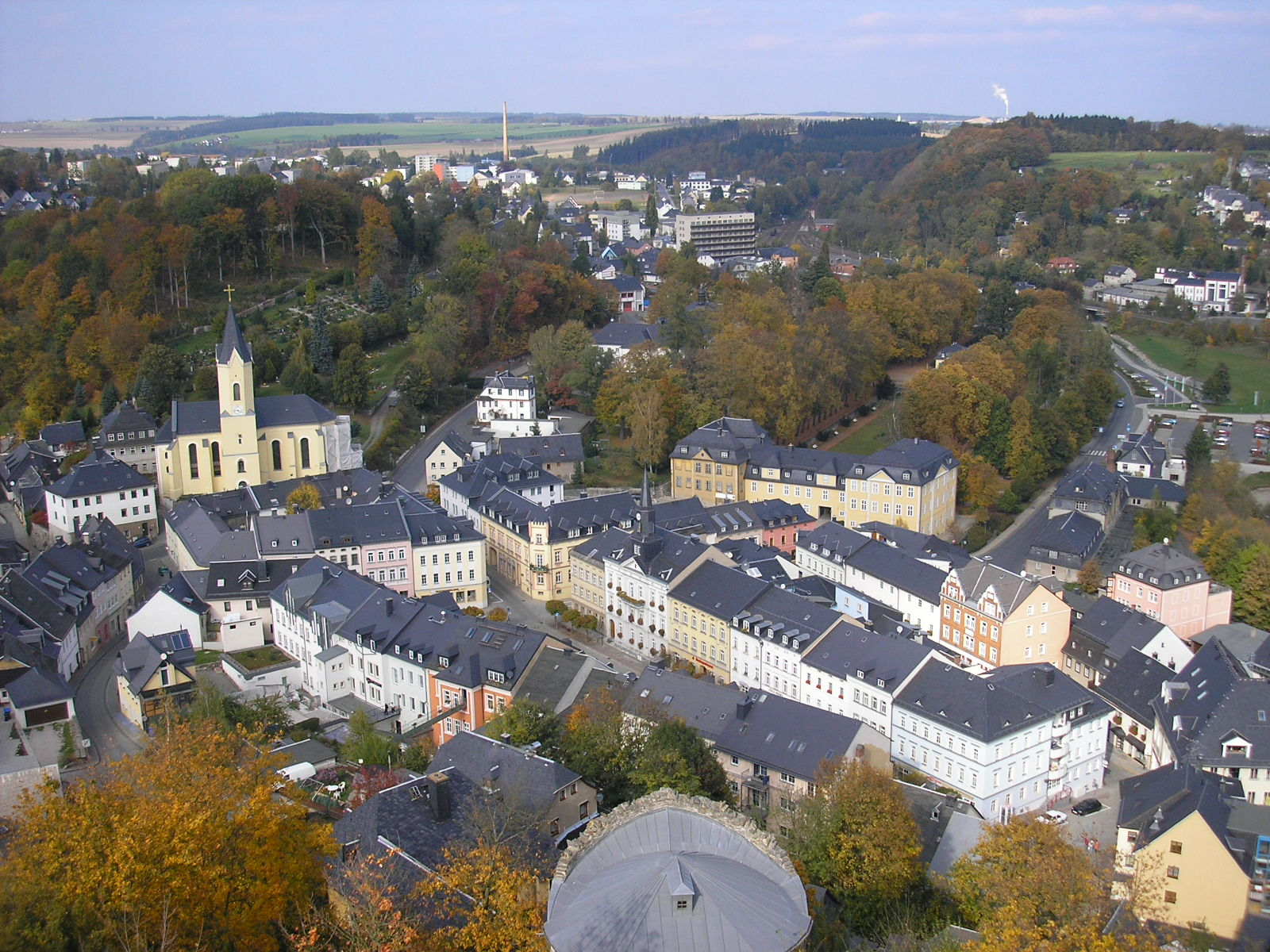
Altstadt mit Schloss und Schlosspark
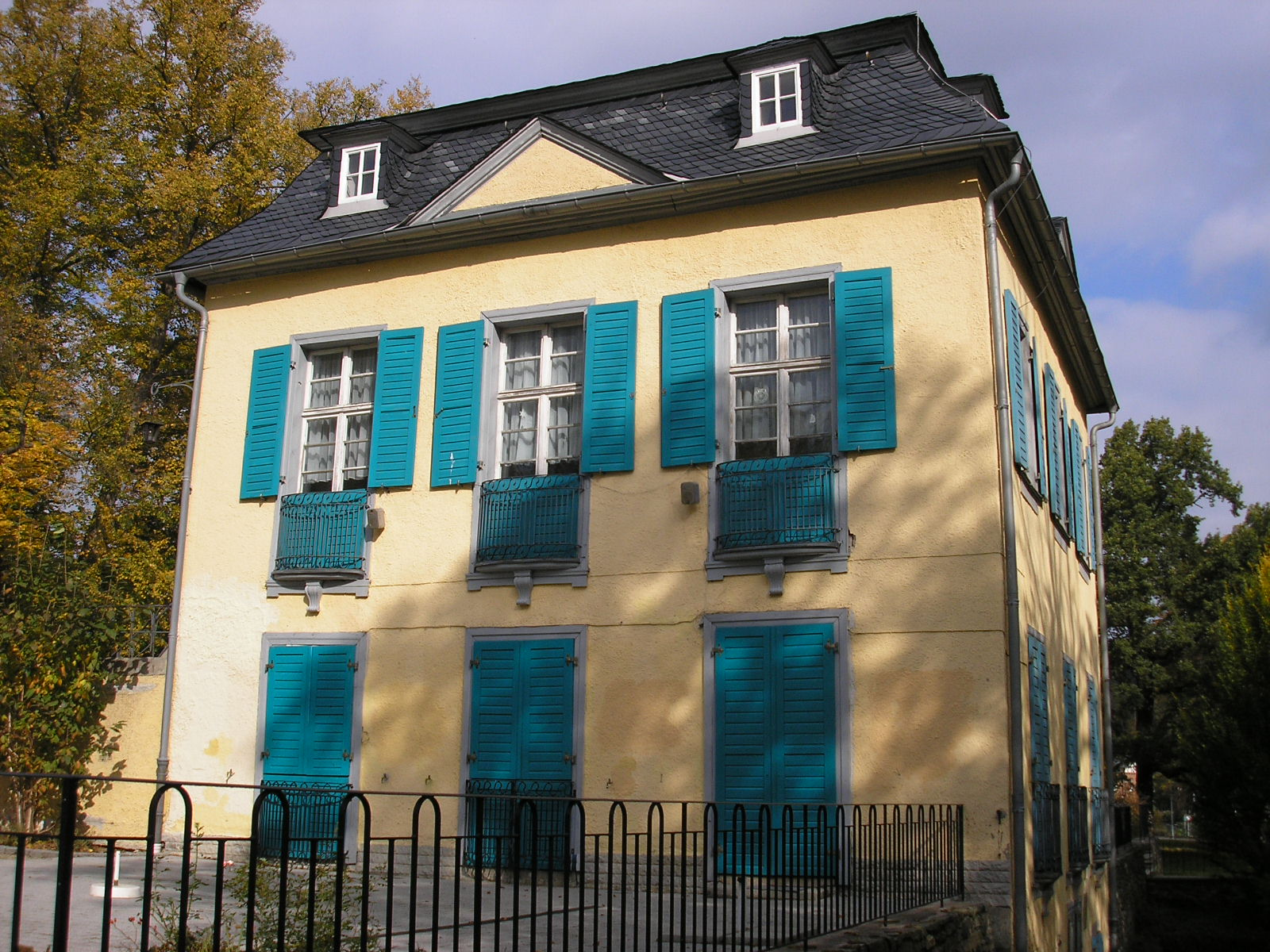
Der Pavillon im Schlosspark
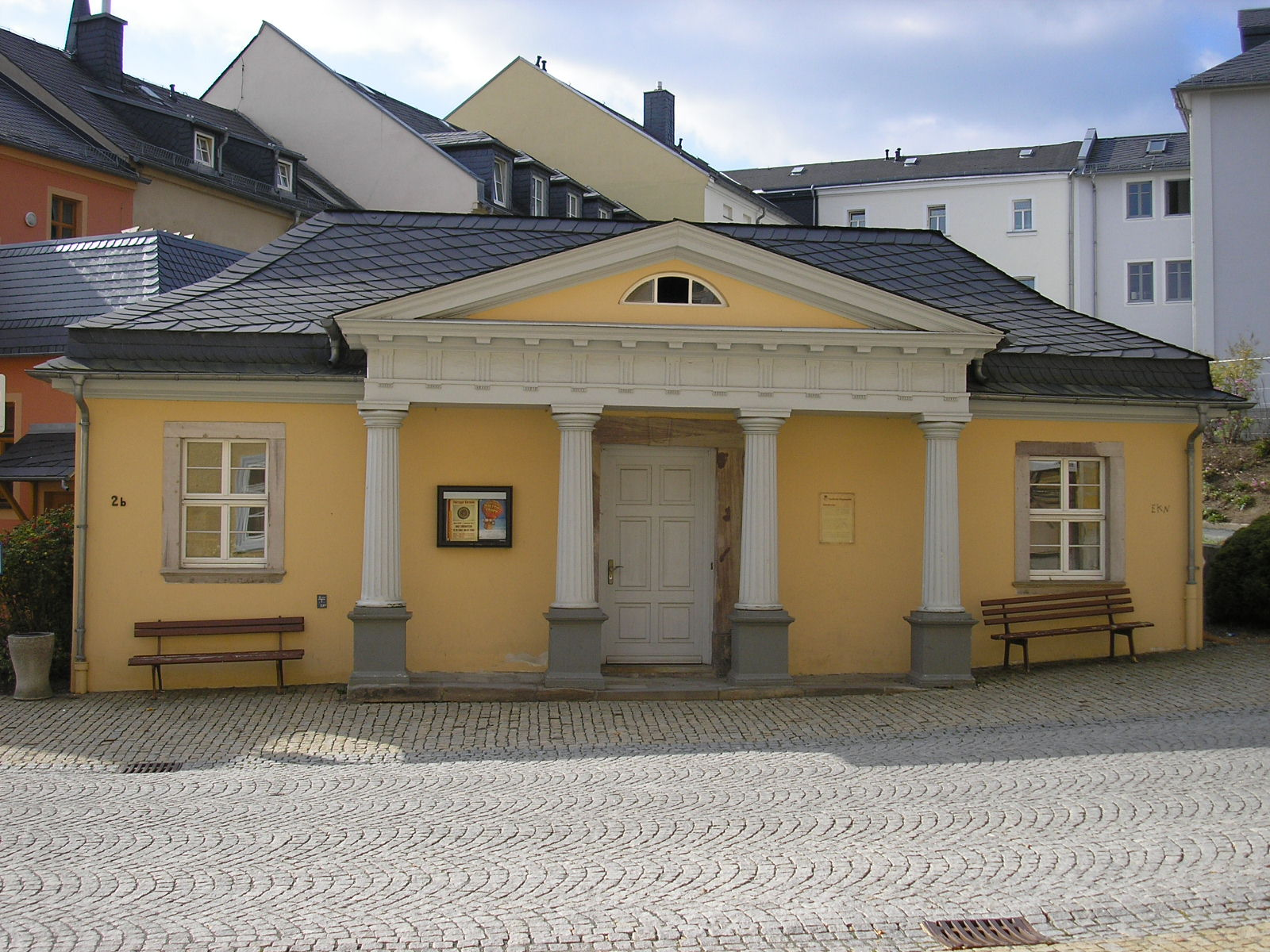
Die Alte Wache
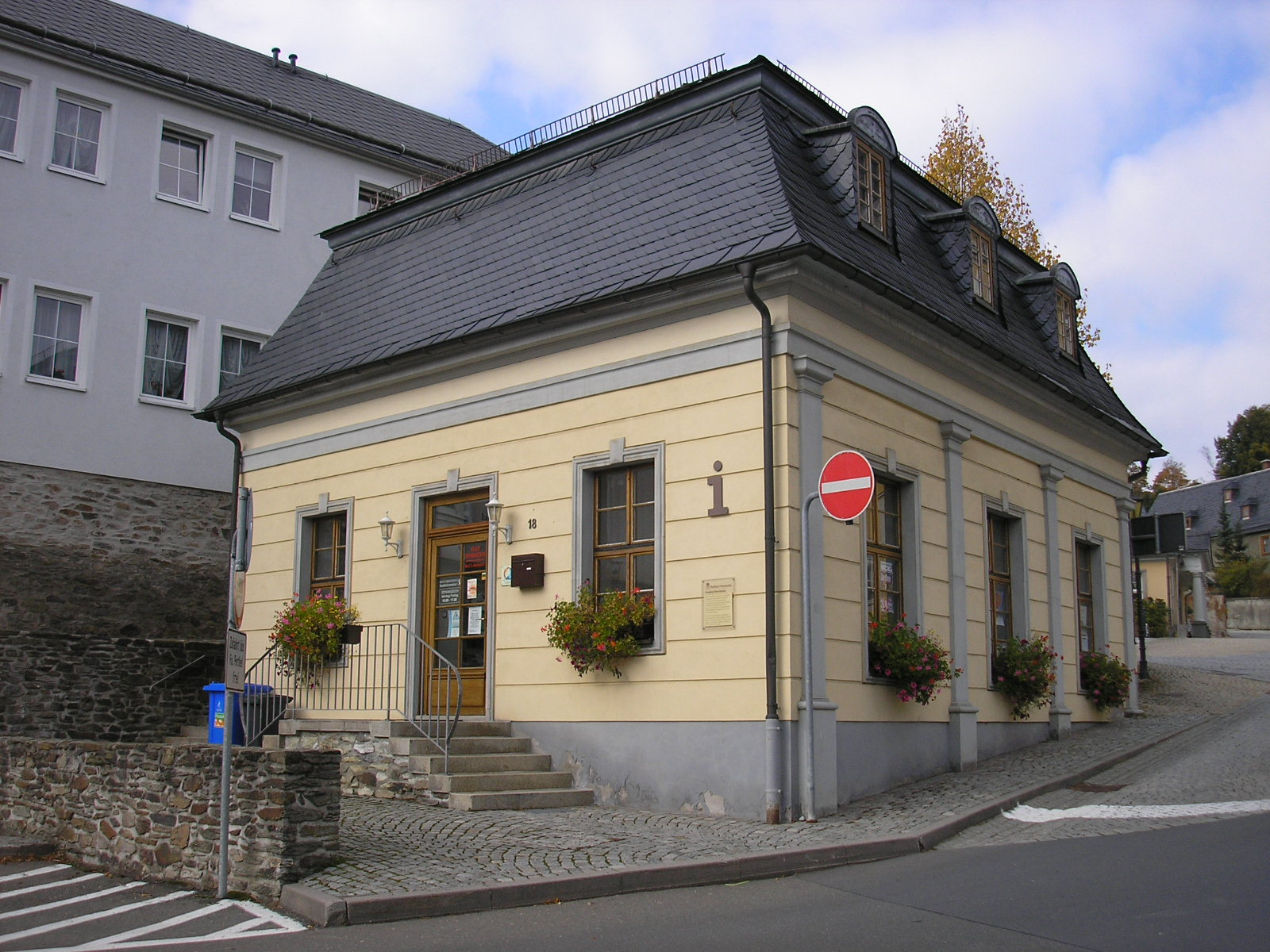
Die Kutsch- und Wagenremise
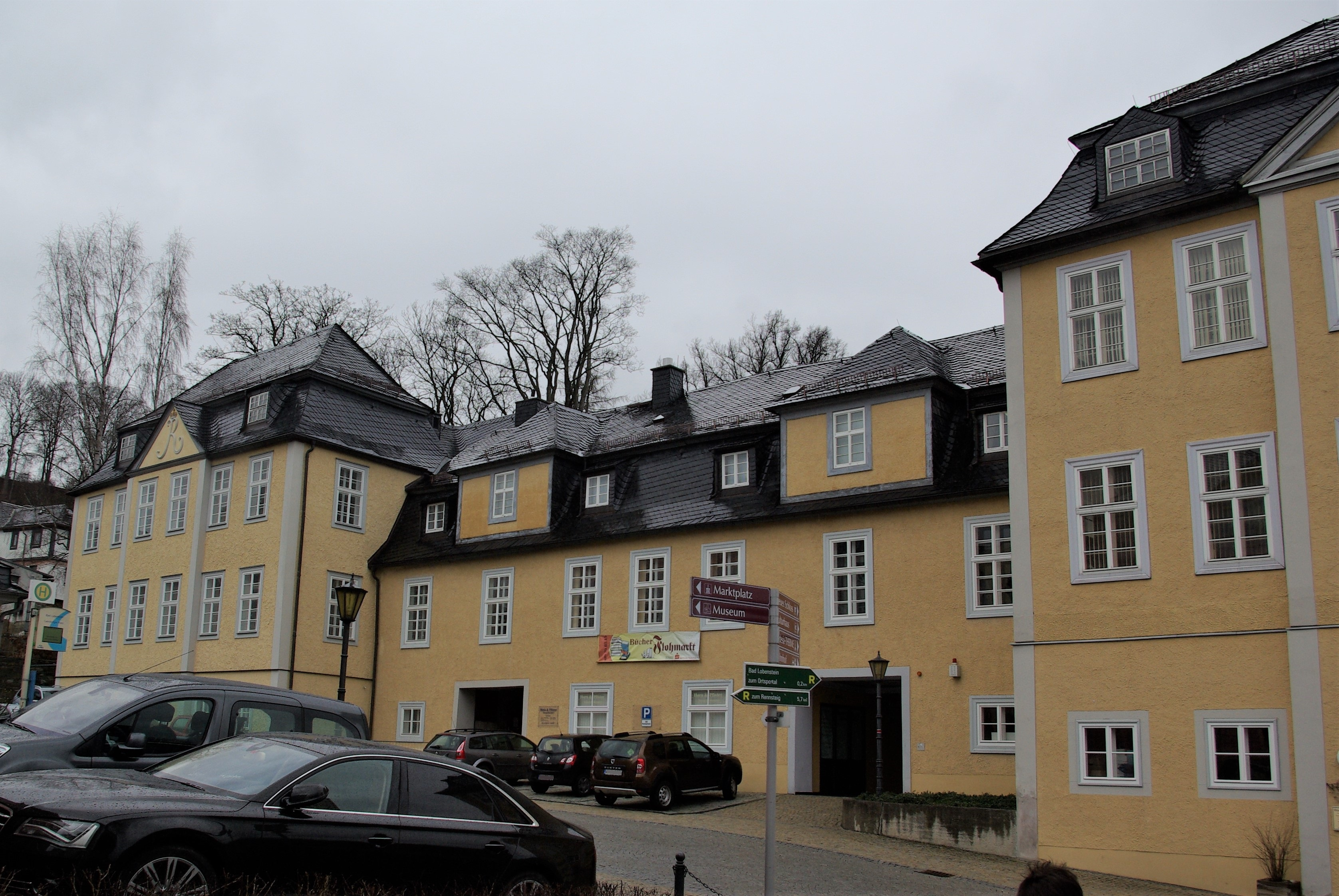
Schloss Bad Lobenstein, Westflügel
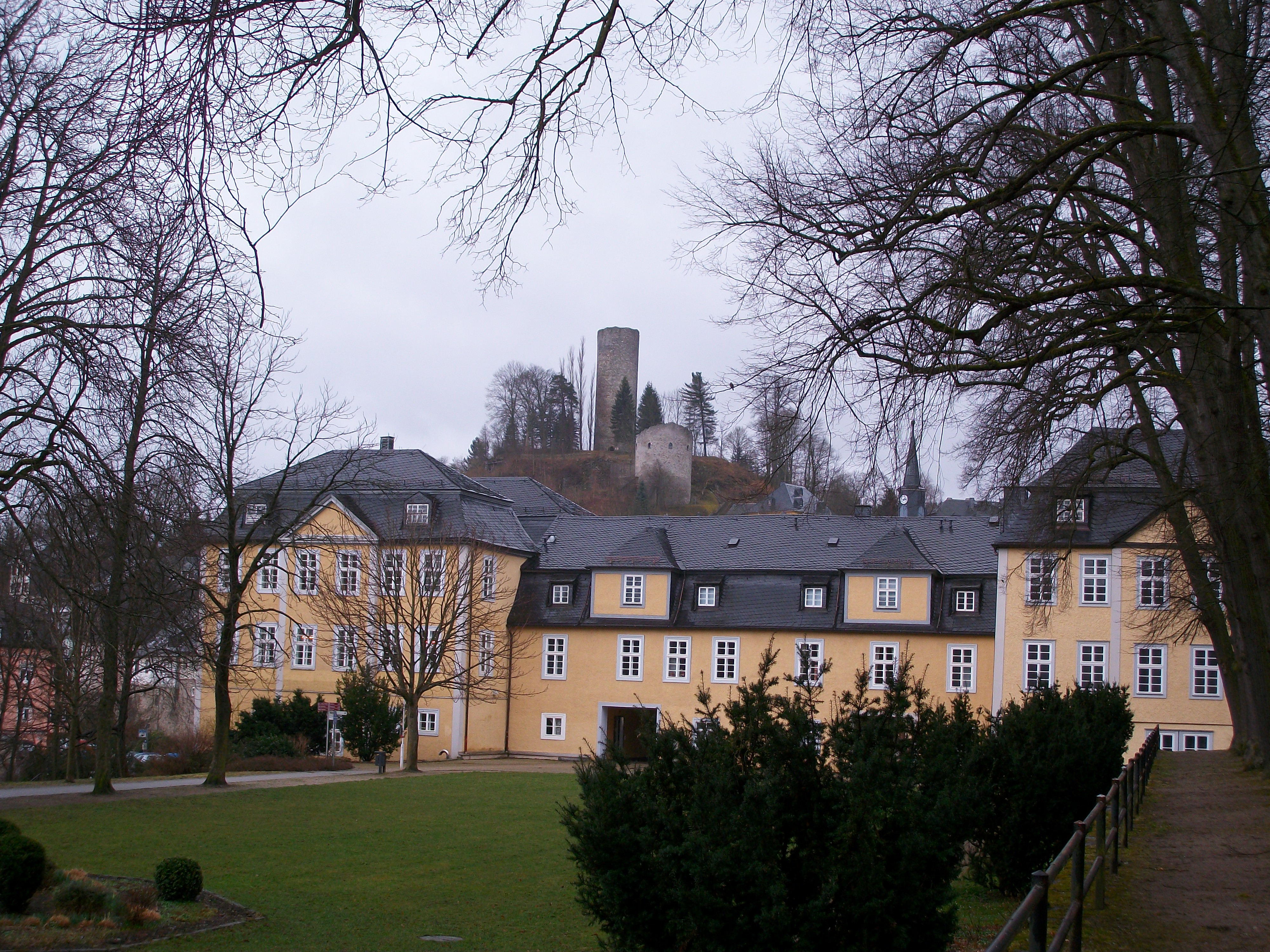
Schloss Bad Lobenstein mit Altem Turm der Burgruine Lobenstein